# Едмон Жалу
Едмон Жалу (фр. Edmond Jaloux; 19 червня 1878, Марсель — 22 серпня 1949, Лютрі, кантон Во, Швейцарія) — французький прозаїк, есеїст і літературний критик. Член Французької академії.

## Біографія
Постійний співробітник «Nouvelles Littéraires», де виступав з щотижневими оглядами літературних новинок («L'Esprit des Livres»).
Почав свою діяльність як послідовник символізму і під великим впливом Ремі де Гурмона. Пізніше перебував під різними літературними впливами — від П. Бурже до А. Чехова, французьких і англійських модерністів.
Еклектик. Один з головних захисників ліберального «космополітизму» у французькій літературі, він зіграв досить видну роль як популяризатор іноземних авторів: А. Чехова, Салтикова-Щедріна, Р. М. Рільке, Кіплінга, Г. Манна, Стівенсона і інші.
Особливою темою зацікавленості скаржачись був німецький романтизм і твори англійських авторів.
У своїх романах скаржачись описує переважно французьку інтелігенцію. Від символістів він перейняв вузько индивидуалистическую ідеологію і схильність до претензійному естетизму.
У 1909 р. за роман «Le reste est silence» нагороджений французької літературної премією Феміна.
У 1931 р. в одній з робіт їм першим був запропонований термін «магічний реалізм» стосовно до літератури.
У 1936 р. був обраний членом Французької академії. У 1940 р. оселився в Швейцарії, де і помер в 1949 році.

## Твори
- Une âme d'automne (1896)
- L'Agonie de l'amour (1902)
- Le Triomphe de la frivolité (1903)
- Les Sangsues (1904)
- Le Jeune Homme au masque (1905)
- L’École des mariages (1906)
- Le Démon de la vie (1908)
- Le reste est silence (Премія Феміна, 1909)
- L’Éventail de crêpe (1911)
- Fumées dans la campagne (1918)
- L'Incertaine (1918)
- Les Amours perdues (1919)
- Au-dessus de la ville (1920)
- Vous qui faites l'endormie (1920)
- La Fin d'un beau jour (1922)
- L'Escalier d'or (1922)
- Les Barricades mystérieuses (1922)
- Les Profondeurs de la mer (1922)
- L'Esprit des livres, 7 volumes (1922)
- Le rayon dans le brouillard (1923)
- Lettres de l'Abbé Galuchat (1923)
- L'Alcyone (1925)
- O toi que j'eusse aimée ! (1926)
- Soleils disparus (1927)
- Lœtitia (1929)
- Du rêve à la réalité (1932)
- Essences (1944, 1952)
- La vie de Goethe (1933)
- La Chute d'Icare (1936)
- Le Pouvoir des choses (1941)
- Introduction à l'histoire de la littérature française, 2 volumes (1946 & 1948)